# Trevor Horn
Trevor Charles Horn, OBE (Durham, 15 de julho de 1949) é um músico, compositor e produtor musical britânico. Fundou o duo The Buggles, notório pelo single "Video Killed The Radio Star" cujo clipe foi o primeiro exibido pela MTV. Também integrou a banda Yes como vocalista, gravando o álbum Drama (1980). No início dos anos 80 se consolidou como um produtor e arranjador extremamente requisitado impulsionando diversos artistas, como o grupo alemão Propaganda. Recebeu um Grammy em 1996 pela produção do segundo álbum do cantor Seal. E ainda produziu o primeiro disco solo de Malcom Maclaren - DuckRock (1983).

## Discografia

### The Buggles
- Chromium: Star to Star (1979)
- The Age of Plastic (1980)
- Adventures in Modern Recording (1981)

### Art of Noise
- Who's Afraid of the Art of Noise? (1984)
- Daft (1986)
- The Seduction of Claude Debussy (1999)
- Reduction (2000)
- Reconstructed (2004)

### Yes
- Drama (1980)
- 90125 (1983)
- Big Generator (1987)
- Yesyears (1991)
- Yesstory (1992)
- Highlights: The Very Best of Yes (1993)
- In a Word: Yes (1969–) (2003)
- Yes Remixes (2003) (remix)
- The Ultimate Yes: 35th Anniversary Collection (2003/2004)
- The Word Is Live (2005)
- Fly from Here (2011)
- Fly from Here – Return Trip (2018)

### Trevor Horn
- The Reflection Wave One - Original Sound Track (2017)
- Reimagines the Eighties (2019)